# Cariboptila hispaniolica
Cariboptila hispaniolica är en nattsländeart som beskrevs av Oliver S. Flint Jr. 1974. Cariboptila hispaniolica ingår i släktet Cariboptila och familjen stenhusnattsländor. Inga underarter finns listade i Catalogue of Life.